# Nicky Villanueva (celebridad)
Nicholas Villanueva, conocido públicamente como Nicky Villanueva (Gijón, 20 de diciembre de 1973), es una personalidad televisiva y personaje público español. En 2004 compitió en la sexta edición de Gran Hermano, siendo el primer concursante trans del programa y uno de los primeros hombres trans en aparecer en la televisión española.

## Biografía
Nicky Villanueva saltó a la escena pública en 2004, cuando apareció como concursante en la sexta edición del concurso de telerrealidad Gran Hermano, donde fue recordado por sus constantes peleas con otros competidores del programa, así como por la frase "¿Dónde están los papeles de la paella?".
El 19 de noviembre de 2011 fue víctima de una brutal paliza en Gijón, tras participar en una pelea en una discoteca en la que previamente se habían involucrado sus amigos.
En 2017 recibió una denuncia por acoso por parte de su entonces pareja, lo que le llevó a testificar ante el juzgado de Violencia contra la Mujer. Nicky desmintió las acusaciones y negó la actitud de acoso contra su pareja, afirmando que «Si fuese así, la semana pasada no nos hubiésemos acostado».
A fecha de 2020 se desempeñaba como estudiante de derecho en la Universidad de Oviedo.
En 2022 se sometió a una operación de columna, por la que tuvo que estar ingresado en el hospital durante tres meses, pero de la que finalmente se recuperó.

## Filmografía

### Televisión
| Año  | Título                       | Papel       | Notas        |
| ---- | ---------------------------- | ----------- | ------------ |
| 2004 | Gran Hermano                 | Concursante | 11 episodios |
| 2009 | Sálvame                      | Panelista   | 1 episodio   |
| 2010 | Gran Hermano: El reencuentro | Concursante | 10 episodios |